# Meath (kiesdistrict)
Meath is een voormalig kiesdistrict in Ierland dat gebruikt werd voor de verkiezingen voor Dáil Éireann, het lagerhuis van het Ierse parlement. Het omvatte het gehele graafschap Meath. Bij de laatste verkiezingen in 2007 waren er 108.717 kiesgerechtigden, daarmee was Meath het grootste kiesdistrict. Na deze verkiezingen werd het gesplitst in twee districten Meath East en Meath West, met allebei drie zetels.
De vroegere minister voor Communicatie, Noel Dempsey was TD namens Fianna Fáil voor het district. Ook de vroegere Taoiseach, John Bruton (Fine Gael) werd bij de laatste verkiezing herkozen als TD. Hij heeft zijn zetel echter in begin 2005 opgegeven om ambassadeur voor de EU te worden in Washington.